# 20. Primetime Emmy-gála
A 20. Primetime Emmy-gála során az 1967 és 1968 között főműsoridőben bemutatott, amerikai televíziós programokat értékelték. A jelölteket az Academy of Television Arts & Sciences választotta ki. A Los Angeles-i Hollywood Palladiumban tartott ceremóniát az NBC tűzte műsorra 1968. május 19-én. A műsor házigazdái Frank Sinatra és Dick Van Dyke voltak.

## Győztesek és jelöltek
A nyertesek félkövérrel jelölve.

### Műsorok
| Legjobb vígjátéksorozat | Legjobb drámasorozat |
| --- | --- |
| - A balfácán (NBC) - Bewitched (ABC) - Family Affair (CBS) - Hogan's Heroes (CBS) - The Lucy Show (CBS) | - Mission: Impossible (CBS) - The Avengers (ABC) - I Spy (NBC) - NET Playhouse (NET) - Run for Your Life (NBC) - Star Trek (NBC) |
| Legjobb varieté szkeccssorozat | Legjobb különkiadás |
| - Rowan & Martin's Laugh-In (NBC) - The Bell Telephone Hour (NBC) - The Carol Burnett Show (CBS) - The Dean Martin Comedy Hour (NBC) - The Smothers Brothers Comedy Hour (CBS) | - Rowan & Martin's Laugh-In (NBC) (Epizód: "Pilot") - Chrysler Presents The Bob Hope Show (NBC) - The Fred Astaire Show (NBC) - Herb Alpert and the Tijuana Brass (CBS) - Lincoln Center/Stage 5 (szindikált sugárzás) - A Man and His Music + Ella + Jobim (NBC)                                                 |
| Legjobb napi műsor | Legjobb sportműsor |
| - Today (NBC) - Camera Three (CBS) - The Mike Douglas Show (szindikált sugárzás) | - ABC's Wide World of Sports (ABC) – Roone Arledge - ABC's Wide World of Sports (ABC) – Jim McKay - 1968. évi téli olimpiai játékok (ABC) – Roone Arledge - 1968. évi téli olimpiai játékok (ABC) – Dick Button - The American Sportsman (ABC) - The Flying Fisherman (szindikált sugárzás) - NCAA Football (ABC) |
| Az év műsora | |
| - Hallmark Hall of Fame (NBC) (Epizód: "Elizabeth the Queen") - CBS Playhouse (CBS) (Epizód: "Dear Friends") - CBS Playhouse (CBS) (Epizód: "Do Not Go Gentle Into That Good Night") - NET Playhouse (NET) (Epizód: "Uncle Vanya") - The Strange Case of Dr. Jekyll and Mr. Hyde (ABC) - Xerox Special (ABC) (Epizód: "Luther") | |

### Színészek

#### Főszereplők
| Legjobb férfi főszereplő (vígjátéksorozat) | Legjobb női főszereplő (vígjátéksorozat) |
| --- | --- |
| - Don Adams (Maxwell Smart) - A balfácán (NBC) - Richard Benjamin (Dick Hollister) - He & She (CBS) - Sebastian Cabot (Mr. Giles French) - Family Affair (CBS) - Brian Keith (Bill Davis) - Family Affair (CBS) - Dick York (Darrin Stephens) - Bewitched (ABC) | - Lucille Ball (Lucy Carmichael) - The Lucy Show (CBS) - Barbara Feldon (99-es ügynök) - A balfácán (NBC) - Elizabeth Montgomery (Samantha Stephens) - Bewitched (ABC) - Paula Prentiss (Paula Hollister) - He & She (CBS) - Marlo Thomas (Ann Marie) - That Girl (ABC) |
| Legjobb férfi főszereplő (drámasorozat) | Legjobb női főszereplő (drámasorozat) |
| - Bill Cosby (Alexander Scott) - I Spy (NBC) - Raymond Burr (Robert T. Ironside) - Ironside (NBC) - Robert Culp (Kelly Robinson) - I Spy (NBC) - Ben Gazzara (Paul Bryan) - Run for Your Life (NBC) - Martin Landau (Rollin Hand) - Mission: Impossible (CBS)   | - Barbara Bain (Cinnamon Carter) - Mission: Impossible (CBS) - Diana Rigg (Emma Peel) - The Avengers (ABC) - Barbara Stanwyck (Victoria Barkley) - The Big Valley (ABC)                                                                                                 |

#### Mellékszereplők
| Legjobb férfi mellékszereplő (vígjátéksorozat) | Legjobb női mellékszereplő (vígjátéksorozat) |
| --- | --- |
| - Werner Klemperer (Wilhelm Klink) - Hogan's Heroes (CBS) - Jack Cassidy (Oscar North) - He & She (CBS) - William Demarest (Charley O'Casey) - My Three Sons (CBS) - Gale Gordon (Mr. Theodore J. Mooney) - The Lucy Show (CBS)                                           | - Marion Lorne (Clara) - Bewitched (ABC) - Agnes Moorehead (Endora) - Bewitched (ABC) - Marge Redmond (Jacqueline) - The Flying Nun (ABC) - Nita Talbot (Marya) - Hogan's Heroes (CBS) (Epizód: "The Hostage") |
| Legjobb férfi mellékszereplő (drámasorozat) | Legjobb női mellékszereplő (drámasorozat) |
| - Milburn Stone (Doc) - Gunsmoke (CBS) (Epizód: "Baker's Dozen") - Joseph Campanella (Lew Wickersham) - Mannix (CBS) - Lawrence Dobkin (Dr. Gettlinger) - CBS Playhouse (CBS) (Epizód: "Do Not Go Gentle Into That Good Night") - Leonard Nimoy (Spock) - Star Trek (NBC) | - Barbara Anderson (Eve Whitfield) - Ironside (NBC) - Linda Cristal (Victoria Cannon) - The High Chaparral (NBC) - Tessie O'Shea (Tessie O'Toole) - The Strange Case of Dr. Jekyll and Mr. Hyde (ABC)          |

#### Egyedülálló alakítások
| Kiemelkedő egyedülálló alakítás férfi főszereplőtől (drámasorozat) | Kiemelkedő egyedülálló alakítás női főszereplőtől (drámasorozat) |
| --- | --- |
| - Melvyn Douglas (Peter Schermann) - CBS Playhouse (CBS) (Epizód: "Do Not Go Gentle Into That Good Night") - Raymond Burr (Robert T. Ironside) - NBC World Premiere Movie (NBC) (Epizód: "Ironside") - Van Heflin (Robert Sloane) - A Case of Libel (ABC) - George C. Scott (John Proctor) - The Crucible (CBS) - Eli Wallach (Douglas Lambert) - CBS Playhouse (CBS) (Epizód: "Dear Friends") | - Maureen Stapleton (Mary O'Meaghan) - Among the Paths to Eden (ABC) - Judith Anderson (I. Erzsébet angol királynő) - Hallmark Hall of Fame (NBC) (Epizód: "Elizabeth the Queen") - Geneviève Bujold (Jeanne d’Arc) - Hallmark Hall of Fame (NBC) (Epizód: "Saint Joan") - Colleen Dewhurst (Elizabeth Proctor) - The Crucible (CBS) - Anne Jackson (Vivian Spears) - CBS Playhouse (CBS) (Epizód: "Dear Friends") |

### Rendezők
| Legjobb rendező (vígjátéksorozat) | Legjobb rendező (drámasorozat) |
| --- | --- |
| - A balfácán (NBC) (Epizód: "Maxwell Smart, Private Eye") – Bruce Bilson - The Monkees (NBC) (Epizód: "The Devil and Peter Tork") – James Frawley - That Girl (ABC) (Epizód: "That Girl") – Danny Arnold                                                                    | - CBS Playhouse (CBS) (Epizód: "Dear Friends") – Paul Bogart - CBS Playhouse (CBS) (Epizód: "Do Not Go Gentle Into That Good Night") – George Schaefer - The Crucible (CBS) – Alex Segal - Mission: Impossible (CBS) (Epizód: "The Killing") – Lee H. Katzin |
| Legjobb rendező (varietésorozat) | |
| - Movin' with Nancy (NBC) – Jack Haley Jr. - The Dean Martin Comedy Hour (NBC) – Greg Garrison - Herb Alpert and the Tijuana Brass (CBS) – Dwight Hemion - Rowan & Martin's Laugh-In (NBC) – Gordon Wiles - Rowan & Martin's Laugh-In (NBC) (Epizód: "Pilot") – Bill Foster | |

### Forgatókönyvírók
| Legjobb forgatókönyv (vígjátéksorozat) | Legjobb forgatókönyv (drámasorozat) |
| --- | --- |
| - He & She (CBS) (Epizód: "The Coming Out Party") – Chris Hayward, Allan Burns - He & She (CBS) (Epizód: "The Old Man and the She") – Leonard Stern, Arne Sultan - The Lucy Show (CBS) (Epizód: "Lucy Gets Jack Benny's Account") – Milt Josefsberg, Ray Singer - That Girl (ABC) (Epizód: "The Mailman Cometh") – Danny Arnold, Ruth Brooks Flippen | - CBS Playhouse (CBS) (Epizód: "Do Not Go Gentle Into That Good Night") – Loring Mandel - CBS Playhouse (CBS) (Epizód: "Dear Friends") – Reginald Rose - Mission: Impossible (CBS) (Epizód: "The Seal") – William Read Woodfield, Allan Balter - NBC World Premiere Movie (NBC) (Epizód: "Ironside") – Don Mankiewicz |
| Legjobb forgatókönyv (varietésorozat) | |
| - Rowan & Martin's Laugh-In (NBC) - The Carol Burnett Show (CBS) - Rowan & Martin's Laugh-In (Epizód: "Pilot") (NBC) - The Smothers Brothers Comedy Hour (CBS) (Epizód: "Ronnie Schell, Kate Smith and Simon & Garfunkel") | |

## Fordítás
- Ez a szócikk részben vagy egészben  a(z)   20th Primetime Emmy Awards című angol Wikipédia-szócikk fordításán alapul.  Az eredeti cikk szerkesztőit annak laptörténete sorolja fel. Ez a jelzés csupán a megfogalmazás eredetét és a szerzői jogokat jelzi, nem szolgál a cikkben szereplő információk forrásmegjelöléseként.